# CP Lacertae
La Nova CP Lacertae o Nova Lacertae 1936 (también conocido como CP Lac) fue una estrella aparecida el 18 de junio de 1936 en la constelación de Lacerta. 
Fue descubierta de forma independiente por varios observadores, incluidos Leslie Peltier en los Estados Unidos y E. Loreta en Italia. La nova alcanzó un brillo máximo de 2.1, haciéndola fácilmente visible a simple vista durante la noche. El brillo disminuyó posteriormente, cayendo 3 magnitudes después de nueve días.
Ubicada a una distancia estimada de 5.4 ± 2.0 miles de años luz (1.67 ± 0.61 kpc),
 es un sistema binario cercano con una enana blanca degenerada primaria en órbita con una enana roja fría secundaria durante un periodo de 0.145143 días. La materia de la enana roja se extrae de un disco de acreción que orbita a la enana blanca. El brillo medio del sistema varía con una amplitud de magnitud 0.5 de día a día. Los datos de observación muestran un período general de 0.037 días, que puede estar relacionado con el período de rotación del componente enana blanca.